# Argentinisches Quechua

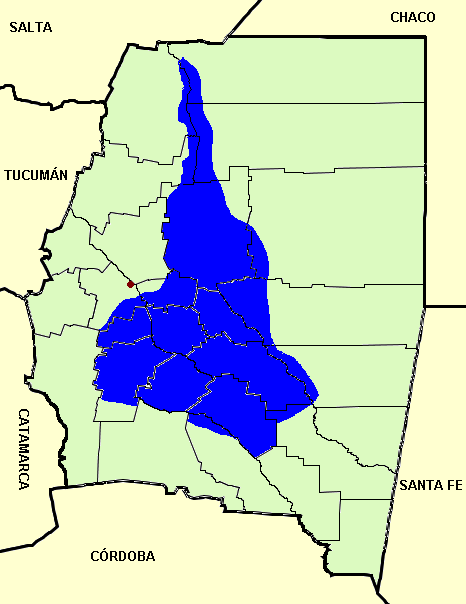

Das Argentinische Quechua oder argentinische Ketschua (auf Ketschua Arhintina Runasimi, spanisch Quechua argentino) umfasst drei Varietäten des Quechua, die alle dem Südlichen Quechua (Quechua IIc) zugerechnet werden. Das traditionelle Verbreitungsgebiet umfasste die Provinzen Jujuy, Salta, Catamarca, La Rioja, Tucumán, sowie Teile von Santiago del Estero, Córdoba, San Juan und Mendoza
Nicht abschließend geklärt ist, ob es sich um drei eigenständige Dialekte des Quechua handelt, oder lediglich um eine supraregionale Varietät, die den ganzen Nordwesten Argentiniens umfasste, mit den drei og. Varietäten als regionale Ausprägungen.

## Quechua von Santiago del Estero
Das Quechua verbreitete sich in Santiago del Estero wahrscheinlich erst nach der Eroberung durch die Spanier. Im Laufe des 16. Jahrhunderts setzte sich das Quichua, das den aus verschiedenen Gebieten des spanischen Kolonialreiches eingewanderten und verschleppten Indigenen als Lingua Franca diente, in der Stadt und dem umgebenden Gebiet durch und verdrängte andere lokale Sprachen wie das Jurí. Bis zur Mitte des 19. Jahrhunderts entwickelte sich eine mehrheitlich nicht-indigene kreolische Bevölkerung, die allerdings überwiegend quichuasprachig war. Noch in den ersten Jahrzehnten des 20. Jahrhunderts war Quichua in der Hauptstadt Santiago neben dem Spanischen weit verbreitet. Die ländlichen Gebiete, insbesondere im südlichen Teil der Provinz zwischen den Flüssen Dulce und Salado, blieben mehrheitlich quichuasprachig. Seit der zweiten Hälfte des 20. Jahrhunderts nahm auch hier der Gebrauch des Spanischen zu Lasten des Quichua zu.
Heute wird das Quechua von Santiago del Estero, Quichua Santiagueño nach verschiedenen Schätzungen von 60.000 bis 150.000 Personen gesprochen. Die Sprecher sind durchweg zweisprachig und die Sprache wird in den meisten Gebieten nicht mehr an die jüngere Generation weitergegeben. Es gehört somit zu den bedrohten Quechua-Varianten. Viele Santiagueños benutzen aber einzelne Quechua-Wörter in ansonsten spanischen Sätzen. Das Quichua Santiagueño wird nur in einer einzigen Schule (Escuela de Bandera Bajada) in Santiago del Estero als Fremdsprache auf freiwilliger Basis von einem einzigen Lehrer ohne jegliche staatliche Unterstützung unterrichtet. Es gibt noch nicht einmal eine allgemein anerkannte Rechtschreibung, für welche sich das in Peru und Bolivien angewandte Südliche Quechua anbieten würde.
Folgende Merkmale sind kennzeichnend für das Quechua in Santiago del Estero:
- Kontraktion, insbesondere der Lautfolgen awa zu aa und nchik zu ysh, z. B. qaay „schauen“ oder nuqaysh „wir (inklusiv)“.
- Anlautendes [h] ist verstummt.
- Entwicklung des palato-lateralen Liquids [ʎ] zu [ʒ], wie im regionalen Spanisch, bzw. zu stimmlosem [ʃ] vor Konsonant: llullay ['ʒuʒai] lügen bzw. allqo ['aʃqo] Hund
- Abwesenheit der in anderen Varietäten des Quechua IIc vorhandenen ejektiven und aspirierten Plosive

Der langandauernde Einfluss der Spanischen Sprache und die schon lang bestehende fast allgemeine Zweisprachigkeit hat die Struktur des Quichua von Santiago stark beeinflusst. So sind Hybridbildungen sehr häufig, beispielsweise indem ein Wortstamm aus dem Quichua mit einem spanischen Suffix verbunden wird: Quichua 'challu' „Fisch“ + Spanisch -'ero/era' „[Nomen Agentis]“ ergibt 'challuero' „Fischer“, das austauschbar mit dem Quichua-Wort 'challuq' verwendet wird.
Die Satzstellung ist ebenfalls vom Spanischen beeinflusst, beispielsweise wenn im Gegensatz zu den meisten anderen Varietäten des Quechua die Stellung des Adjektivs nicht vor, sondern hinter dem Nomen ist: 'chunka' „Bein“ und 'wira' „dick“ ergibt 'chunka wira' „dickes Bein“, analog zum spanischen 'pierna gorda'.
Das Verb 'riy' „gehen“ kann, analog zum 'ir' im regionalen Spanisch, vom Vollverb zum Hilfsverb werden, das Vorgänge in der Zukunft ausdrückt.

## Quechua von Jujuy
In der Provinz Jujuy wird von einigen tausend Menschen ebenfalls Quechua gesprochen, welches jedoch zum südbolivianischen Quechua und somit zur Variante Qusqu-Qullaw gehört. Das traditionelle Verbreitungsgebiet umfasste den gebirgigen Norden der Provinz Jujuy sowie angrenzende Gebiete der Provinz Salta. Heute sind diese Gebiete weitgehend spanischsprachig. In den Departamentos Santa Catalina und Yavi im äußersten Norden von Jujuy gibt es noch einheimische Sprecher des Quechua, obwohl auch dort eine Tendenz zu spanischer Einsprachigkeit besteht. Lediglich in Siénega (Cusi-Cusi) nahe der bolivianischen und chilenischen Grenze wird es an einer Schule von einem einzigen Lehrer unterrichtet.

## Quechua von Catamarca und La Rioja
Eine dritte Varietät, das Quechua von Catamarca und La Rioja, die sprachlich eng mit dem Quechua von Santiago del Estero verwandt war, ist um die Wende vom 19. zum 20. Jahrhundert ausgestorben.
Das Quechua von Catamarca und La Rioja verbreitete sich, wie der Dialekt von Santiago del Estero, erst nach der Eroberung durch die Spanier. Der Prozess der Ersetzung durch das Spanische begann am Anfang des 19. Jahrhunderts und war spätestens in den ersten Jahren des 20. Jahrhunderts abgeschlossen.
Die beiden Varietäten des Quechua scheinen eng miteinander verwandt gewesen zu sein. Gemeinsam war beiden beispielsweise die Abwesenheit ejektiver und aspirierter Plosive. Allerdings entwickelte sich [ʎ] in Catamarca und La Rioja nicht wie in Santiago del Estero zu [ʒ].